# Codex Washingtonianus
Der Codex Washingtonianus (Gregory-Aland no. W oder 032; von Soden ε 014) ist eine griechische Handschrift des Neuen Testaments, die auf das 5. Jahrhundert datiert wird. Sie besteht aus den vier Evangelien auf 187 Pergamentblättern (21 × 14,3 cm) und ist die drittälteste erhaltene Evangelienhandschrift überhaupt. 
Die Evangelien sind in der Reihenfolge der westlichen Handschriften angeordnet (Matthäus, Johannes, Lukas, Markus) wie im Codex Bezae.
Die Handschrift enthält eine ganzseitige farbige Miniatur der Evangelisten Johannes und Matthäus aus dem 7. Jahrhundert.
Der Codex wird in der Freer Gallery of Art (Smithsonian Institution, Nr. 06.274) in Washington verwahrt.

## Text
Der griechische Text ist uneinheitlich (alexandrinische, byzantinische, westliche Texttypen) und wird der Kategorie II zugeordnet.
- Matthäus 1–28; Lukas 8,13–24,53 – byzantinischer Texttyp
- Markus 1,1–5,30 – westlicher Texttyp ähnlich Alt-Latin
- Markus 5,31–16,20 – cäsareanischer Texttyp ähnlich P45
- Lukas 1,1–8,12 und Johannes 5,12 – 21,25 – alexandrinischer Texttyp
- Johannes 1,1–5,11 – gemischter alexandrinisch-westlicher Texttyp[1]

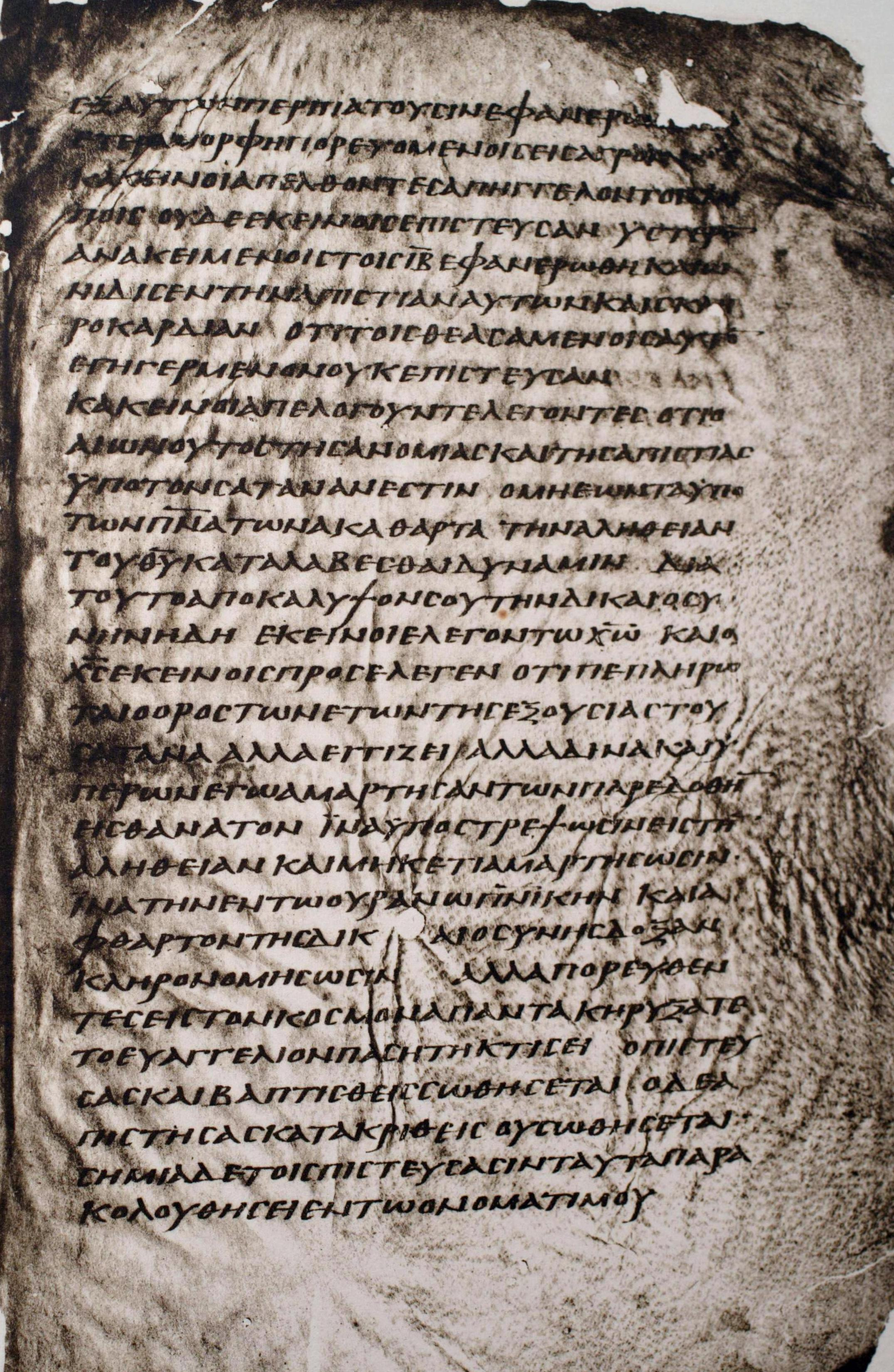
Markus 16,12–17 mit Freer Logion

Die Perikope Johannes 7,53–8,11 fehlt.